# Santa Rosa del Yavarí

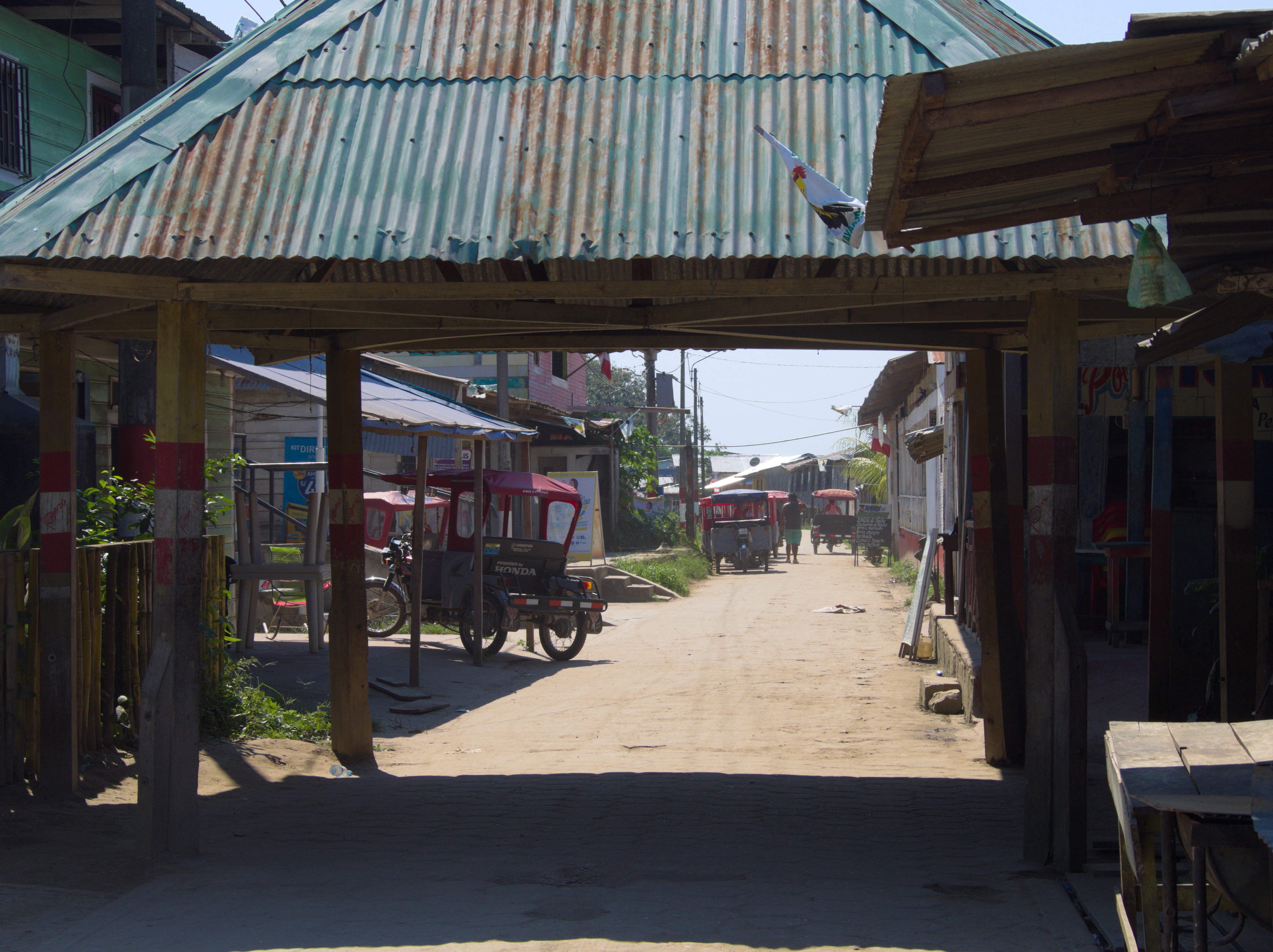
Na rua central da aldeia

Santa Rosa del Yavarí (em português Santa Rosa do Javari) ou ilha de Santa Rosa é um núcleo populacional que fica no distrito do Yavarí, na província de Mariscal Ramón Castilla, departamento de Loreto, Peru, na tríplice fronteira com Colômbia e Brasil.

## História
Santa Rosa de Yavarí foi fundado em 30 de agosto de 1974, pelos cidadãos peruanos Aladino Cevallos, Arturo Ahuanari Amias, Guillermo Velásquez, Daniel Pérez, José Bardales e Santiago Jaramillo, tendo como testemunhas os brasileiros Juan, Antonio e Francisco Pisco, Manuel Bernaldino Souza, Lucas Ferreira, Guillermo Ferreira e Pedro Laurente Ferreira.
Segundo as versões dos primeiros moradores, a ilha estava com formações de praias no verão de 1970 e os moradores de Ramón Castilla fizeram moradias e plantações. Logo nos anos seguintes os terrenos foram se ampliando e atraindo mais pessoas que plantavam arroz e também um canavial, assim se foi povoando pouco a pouco por famílias que se dedicavam a agricultura.
Em 1977, os moradores já estavam organizados e questionaram em Iquitos, diante das autoridades de educaçãon, a criação de uma escola para eles e então foi construída a Escola Estatal N° 601014 que até hoje funciona na ilha, sendo um dos prédios mais antigos e com nível secundário.
No ano de 1982, as instituições governamentais que existiam em Ramón Castilla se trasladaram para a ilha, dando a Ilha de Santa Rosa uma nova infraestrutura. Quando a Guardia Civil del Perú se instalou na ilha, trouxeram uma gruta com a imagem de Santa Rosa de Lima, que era padroeira de sua instituição, e quando a viram, os moradores que estavam buscando um nome para a ilha tiveram a ideia de por o nome da santa à ilha, nascendo assim o nome de Santa Rosa de Yavarí (esta última em honra ao Rio Javarí.

## Características
A localidade está inserida no distrito de Yavarí, província de Maynas, departamento de Loreto. Para chegar a esta localidade no Peru se tem que partir de Iquitos em lancha (duração de 3 a 4 dias) em Rápido (lancha rápida). Tem como localidades circunvizinhas Romana I, Romana II e Alberto Fujimori. Tem uma população local de cerca de 2500 habitantes, cuja cultura reflete uma mescla de influências dos três países e dos índios nativos, como o Ticuna, e os habitantes da região fronteiriça usam em sua falas palavras provenientes do espanhol e do português, conhecido regionalmente como portuñol leticiano.

## Geografía

### Clima
O clima é tropical em Santa Rosa de Yavari. Há precipitações durante todo o ano com temperatura média anual se encontra a 26.0 °C e com precipitações de 2780 mm ao ano.

## Gastronomia
Peixes como o tucunaré, o tambaqui, ou pirarucu (Arapaima gigas), dourado são a base dos principais pratos da região. Há também assados nas festas regionais e outras comidas típicas do Peru e da região. Estas comidas típicas: o juane, tacacho, cecina, e o inimitável paiche frito, arroz con gallina (arroz com galinha) são facilmente encontradas nos restaurantes desta ilha. Para os turistas há a oportunidade de provarem o refrigerante peruano Inca Kola e as comidas como o ceviche, paiche apanado, cecina con tacacho e os saborosos sucos naturais como aguajina.

## Comércio
Esta pequena ilha peruana se encontra a 5 minutos de barco de Letícia, igual que para a cidade brasileira de Tabatinga.Em Santa Rosa não é necessário trâmites ou vistos para lá chegar, salvo se alguém for viajar para outras localidades no Peru, os barcos e voadeiras saem regularmente dos portos de Letícia e Tabatinga para Santa Rosa com mercadorias desses países. Alguns barcos partem semanalmente para Iquitos - Mazán, Caballococha levando e trazendo produtos de consumo local. Nas margens dessa localidade existem postos de combustíveis flutuantes que são comercializados com os brasileiros e colombianos, bem como muitos peruanos se deslocam para o Mercado Público de Tabatinga e de Letícia para venderem suas colheitas e produtos regionais.